# Gewone zwartkop
De gewone zwartkop of gehaakte zwartkop (Euophrys frontalis) is een spin uit de familie der springspinnen die voorkomt in het Palearctisch gebied.
De vrouwtjes worden 3 tot 4 mm groot, de mannetjes worden 2 tot 3 mm. De dieren zijn te vinden in droge graslanden en andere rotsachtige grasgebieden.